# Xénia Siska
Xénia Siska (ur. 3 listopada 1957 w Budapeszcie) – węgierska lekkoatletka specjalizująca się w krótkich biegach płotkarskich i sprinterskich, uczestniczka letnich igrzysk olimpijskich w Moskwie (1980).

## Sukcesy sportowe
- ośmiokrotna mistrzyni Węgier w biegu na 110 metrów przez płotki – 1978, 1980, 1981, 1982, 1983, 1984, 1986, 1988[1]
- mistrzyni Węgier w biegu na 100 metrów – 1984
- pięciokrotna halowa mistrzyni Węgier w biegu na 60 metrów przez płotki – 1978, 1979, 1980, 1981, 1982[2].

| Rok  | Miasto   | Zawody                      | Konkurencja       | Wynik         |
| ---- | -------- | --------------------------- | ----------------- | ------------- |
| 1975 | Ateny    | Mistrzostwa Europy juniorów | bieg na 100 m ppł | brązowy medal |
| 1981 | Grenoble | Halowe mistrzostwa Europy   | bieg na 50 m ppł  | 6. miejsce    |
| 1984 | Praga    | Zawody Przyjaźń-84          | bieg na 100 m ppł | 8. miejsce    |
| 1985 | Paryż    | Światowe igrzyska halowe    | bieg na 60 m ppł  | złoty medal   |

## Rekordy życiowe
- bieg na 50 metrów przez płotki (hala) – 6,89 – Grenoble 21/02/1981
- bieg na 60 metrów przez płotki (hala) – 8,00 – Paryż 18/01/1985
- bieg na 100 metrów przez płotki – 12,76 – Budapeszt 20/08/1984 (do 2020 rekord Węgier)